# مايكل هيل (لاعب كرة قاعدة)
ميخائيل هيل (بالإنجليزية: Michael Hill)‏ هو لاعب كرة قاعدة أمريكي، ولد في 25 مارس 1971 في سينسيناتي في الولايات المتحدة.

## وصلات خارجية
- مايكل هيل على موقعبيزبول رفرنس.كوم (الدوري الثانوي) (الإنجليزية)